# فوفل جبلي
فوفل جبلي (الاسم العلمي:Areca montana) هو نوع نباتي يتبع جنس الفوفل من فصيلة الفوفلية.